# إيفون فيرماك
إيفون فيرماك (بالإنجليزية: Yvonne Vermaak)‏ مواليد 18 ديسمبر 1956 في بورت إليزابيث، هي لاعبة كرة مضرب جنوب أفريقية سابقة وكانت تلعب باليد اليمنى.

## النهائيات

### الفردي 6 (4–2)
| الحصيلة | الرقم | التاريخ        | الدورة                         | الأرضية | المنافس              | النتيجة       |
| ------- | ----- | -------------- | ------------------------------ | ------- | -------------------- | ------------- |
| الفوز   | 1.    | 4 يونيو 1977   | باكنجهام، إنجلترا              | عشبية   | ميشيل تايلر          | 6–4, 5–7, 6–1 |
| الوصافة | 2.    | 17 سبتمبر 1978 | سان أنطونيو، الولايات المتحدة  | صلبة    | ستايسي مارغولين      | 5–7, 1–6      |
| الوصافة | 3.    | 11 يناير 1982  | فورت مايرز، الولايات المتحدة   | صلبة    | لي دوك هي            | 0–6, 3–6      |
| الفوز   | 4.    | 6 مارس 1983    | بالم سبرينغس، الولايات المتحدة | صلبة    | كارلينج باسيت-سيجوسو | 6–3, 7–5      |
| الفوز   | 5.    | 19 سبتمبر 1983 | سالت ليك، الولايات المتحدة     | صلبة    | فيليسيا راسكياتور    | 6–2, 0–6, 7–5 |
| الفوز   | 6.    | 16 سبتمبر 1984 | سالت ليك، الولايات المتحدة     | صلبة    | تيري هولاداي         | 6–1, 6–2      |

## روابط خارجية
- إيفون فيرماك على موقع رابطة محترفات التنس (الإنجليزية)
- إيفون فيرماك على موقع الاتحاد الدولي لكرة المضرب (الإنجليزية)
- إيفون فيرماك على موقع بطولة ويمبلدون (الإنجليزية)
- إيفون فيرماك على موقع خلاصة التنس.كوم (الإنجليزية)